# Лехестен
Лехестен (њем. Lehesten) град је у њемачкој савезној држави Тирингија. Једно је од 39 општинских средишта округа Залфелд-Рудолштат. Према процјени из 2010. у граду је живјело 1.968 становника. Посједује регионалну шифру (AGS) 16073046.

## Географски и демографски подаци
Лехестен се налази у савезној држави Тирингија у округу Залфелд-Рудолштат. Град се налази на надморској висини од 640 метара. Површина општине износи 36,0 km². У самом граду је, према процјени из 2010. године, живјело 1.968 становника. Просјечна густина становништва износи 55 становника/km².